# Шотландские Колористы
Шотландские Колористы (англ. Scottish Colourists) — творческая группа, состоявшая из четырёх художников — уроженцев Шотландии.

## Общие сведения
В группу Шотландские Колористы входили следующие художники: Фрэнсис Каделл, Сэмюэл Пепло, Джордж Хантер, Джон Дункан Фергюссон. Несмотря на то, что полотна этой шотландской группы живописцев в 1920—1930-е годы (то есть в период их создания и презентации) не пользовались особым вниманием художественной критики, их творчество оказало серьёзное влияние на развитие современного шотландского искусства.
Работы Шотландских Колористов демонстрировались в различных галереях Великобритании. В настоящее время они хранятся в Абердинской художественной галерее, в галерее Фергюссона в Перте, в Шотландской национальной галерее современного искусства в Эдинбурге и, в первую очередь, в лондонской галерее Портленд, специализирующейся на шотландском искусстве XX столетия и уделяющей особое внимание творчеству четвёрки Шотландских Колористов.

## Галерея

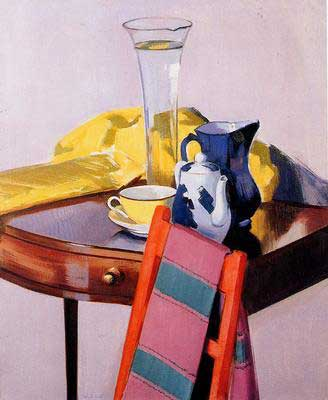
Ф.Каделл Ваза с водой
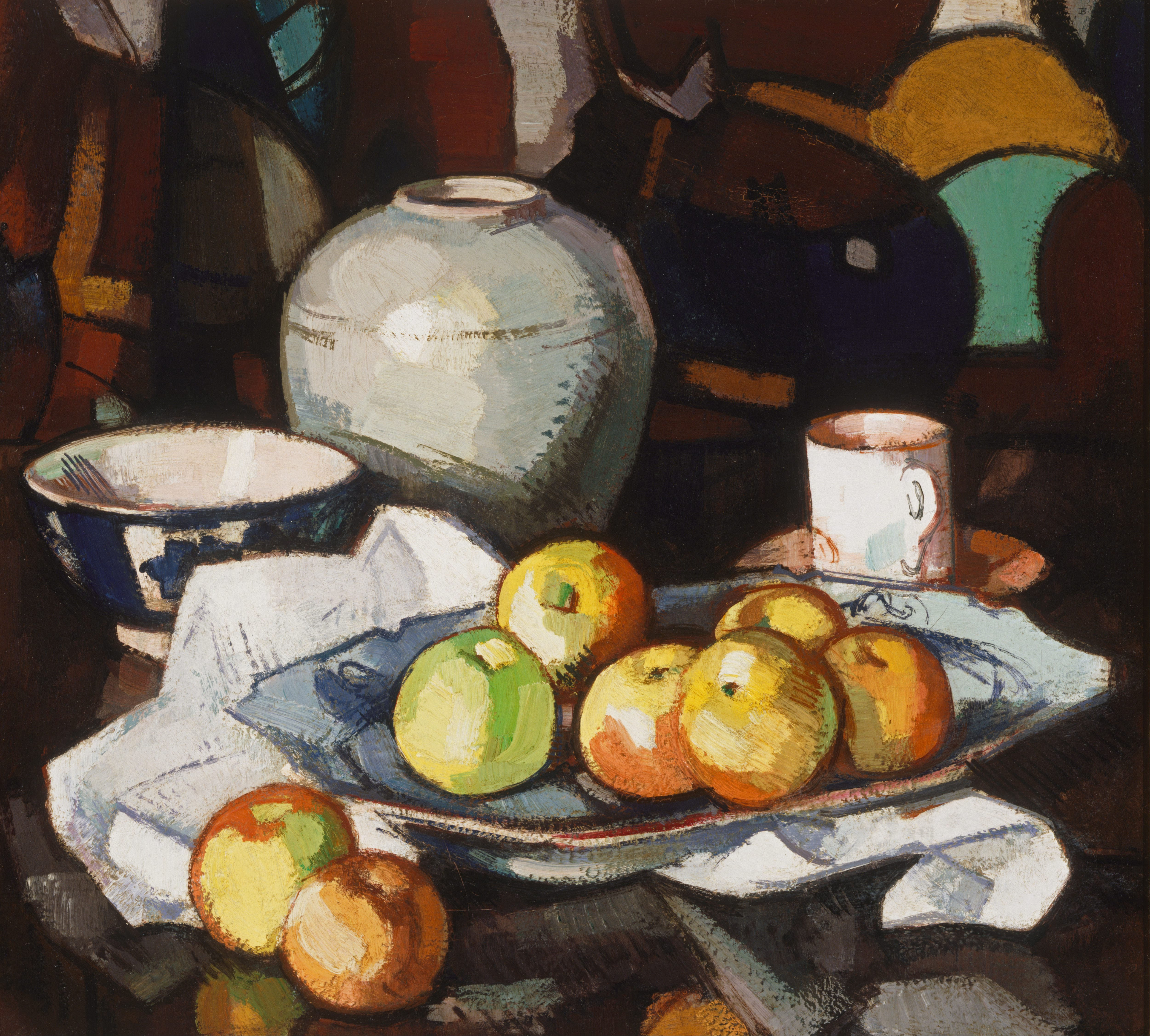
С.Пепло Натюрморт с яблоками и горшком
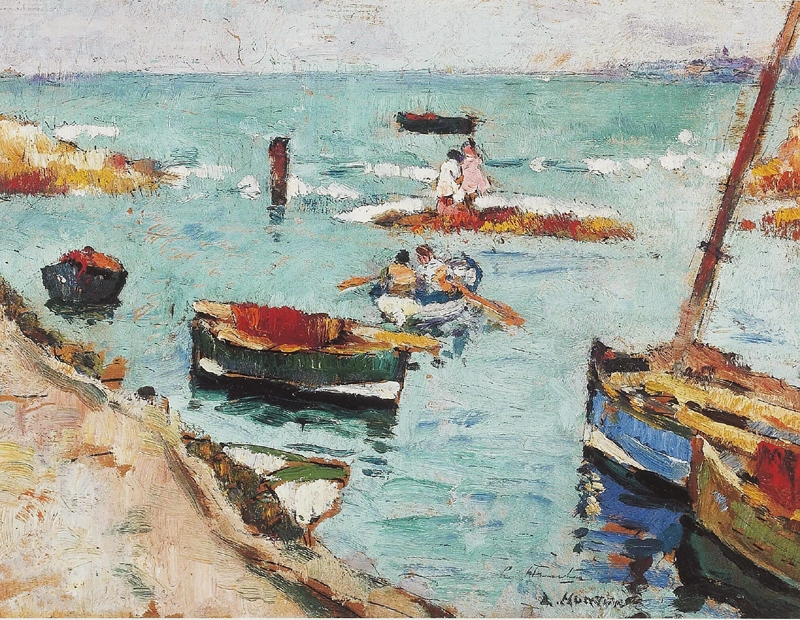
Дж. Хантер Лодки в Лоуэр Ларго